# Pirga (dystrykt Larnaka)
Pirga (gr. Πυργά) – wieś w Republice Cypryjskiej, w dystrykcie Larnaka. W 2011 roku liczyła 812 mieszkańców.